# 蕭績
蕭 績（しょう せき、天監4年（505年）- 大通3年閏6月9日（529年7月30日））は、南朝梁の武帝蕭衍の四男。南康簡王。字は世謹。

## 経歴
蕭衍と董淑儀のあいだの子として生まれた。天監7年（508年）9月、南康郡王に封じられた。軽車将軍・領石頭戍事として出向した。天監10年（511年）、使持節・都督南徐州諸軍事・南徐州刺史に転じ、仁威将軍に進んだ。天監16年（517年）、召還されて宣毅将軍・領石頭戍事となった。天監17年（518年）、使持節・都督南北兗徐青冀五州諸軍事・南兗州刺史として出向し、州では善政で知られた。まもなく召還されたが、南兗州の民の曹嘉楽ら370人が上表して、蕭績の功績15条をならべて留任を求めたので、蕭衍は留任を許可した。さらに北中郎将に進んだ。普通4年（523年）、召還されて侍中・雲麾将軍・領石頭戍事となった。
普通5年（524年）、使持節・都督江州諸軍事・江州刺史として出向した。母の董淑儀が死去すると、深く悲しんで喪に服した。蕭衍が自ら慰めて州任に留まらせようとしたが、蕭績は強く解職を求めたので、召還されて安右将軍・領石頭戍事に任じられ、まもなく護軍を加えられた。過剰な服喪のために痩せこけて行政をみることができなかった。
大通3年（529年）、在任中に病にかかって死去した。享年は25。侍中・中軍将軍・開府儀同三司の位を追贈された。諡は簡といった。
蕭績には趣味がなく、欲も少なく、下僕や妾も置かず、倹約した生活を送ったため、秩禄だけで蓄えが多くできた。死後に南康国には無記名の銭だけで数千万あった。

## 子女
- 蕭会理
- 蕭通理（字は仲宣、太子洗馬、祁陽侯）
- 蕭乂理

## 伝記資料
- 『梁書』巻29 列伝第23
- 『南史』巻53 列伝第43